# Nick Pope
Nicholas David "Nick" Pope (Soham, Anglia, 1992. április 19. –) angol válogatott labdarúgó, a Newcastle United kapusa.

## Pályafutása

### Kezdeti évek
Pope gyermekként az Ipswich Town szurkolója volt, szezonbérlete is volt a csapat meccseire, és ifi pályafutását is ott kezdte, 16 évesen azonban megvált tőle a klub. 2008-ban a félprofi Bury Town játékosa lett, ahol már 16 évesen gyakran beállhatott a kapuba az első csapat meccsein. A csapat menedzsere, Richard Wilkins hatalmas tehetségnek tartotta Pope-ot, aki később a legmagasabb szintekig is eljuthat.

### Charlton Athletic
2011. május 24-én a harmadosztályban szereplő Charlton Athletic leigazolta Pope-ot, miután a játékosmegfigyelők felfigyeltek rá egy Billericay Town elleni meccsen. A kapus sikeres próbajáték után kétéves szerződést kötött a csapattal. A két klub az üzlet részeként leegyeztetett egy egymás elleni barátságos mérkőzést 2011 nyarára, valamint a Charlton kifizette Pope tandíját a Roehamptoni Egyetemen, hogy befejezhesse azokat a tanulmányait, melyeket még a Nottinghami Egyetemen elkezdett.
2012. február 7-én új, kétéves szerződést írt alá a Charltonnal. Az első csapatban 2013. május 4-én, a Bristol City ellen mutatkozott be, a 2012/13-as szezon utolsó napján. 2013 szeptemberében három évre meghosszabbította szerződését a klubbal. 2014. június 5-én újabb szerződéshosszabbítási ajánlatot fogadott el, ezúttal négy évre kötelezte el magát a csapathoz.

#### Kölcsönszereplések
2011. augusztus 11-én az Ishtmian League-ben szereplő Harrow Borough kölcsönvette Pope-ot. Összesen 19 mérkőzésen védett a csapatban, háromszor megőrizve kapuját a góltól és két büntetőt kivédve. 2011 decemberében szerette volna kölcsönvenni az ötödosztályú Kettering Town de az üzlet végül nem jött létre a Ketteringre kirótt átigazolási tilalom miatt. Végül december 21-én a hatodosztályú Welling Unitedhez került kölcsönben.
2013. március 7-én Pope egy hónapra az ötödosztályban szereplő Cambridge Unitedhez igazolt kölcsönben. Kilenc találkozón védett, ebből négyszer nem kapott gólt. Szeptember 26-án kölcsönben visszatért az ötödosztályba, ezúttal az Aldershot Townhoz, mely szintén egy hónapra vette kölcsön. Kölcsönszerződése lejárta után a negyedosztályú York City vette kölcsön, de mindössze két meccs után visszahívta a Charlton Athletic. 2014. január 16-án visszatért a Yorkhoz, ott töltve a szezon hátralévő részét. 24 meccsen 16 alkalommal óvta meg kapuját a góltól.
2015. január 5-én a Bury a szezon második felére kölcsönvette Pope-ot. Tizenegy nappal később, egy Wycombe Wanderers elleni meccsen mutatkozott be. 22 meccsen játszott, és segített csapatának kivívni a feljutást a harmadosztályba.

### Burnley
A Premier League-be frissen feljutott Burnley ismeretlen összeg ellenében leigazolta Pope-ot, hároméves szerződést kötve vele.

### Newcastle United
2022. június 23-án jelentették be, hogy a Newcastle United négy évre szerződtette.

## Sikerei

### Bury
- A Football League Two harmadik helyezettje (feljutó): 2014/15

## Statisztikái
2023. január 31. szerint.
| Klub                          | Szezon         | League                           | League          | League | FA-Kupa         | FA-Kupa | Ligakupa        | Ligakupa | Egyéb           | Egyéb | Összesen        | Összesen |
| Klub                          | Szezon         | Bajnokság                        | Pályára lépések | Gólok  | Pályára lépések | Gólok   | Pályára lépések | Gólok    | Pályára lépések | Gólok | Pályára lépések | Gólok    |
| ----------------------------- | -------------- | -------------------------------- | --------------- | ------ | --------------- | ------- | --------------- | -------- | --------------- | ----- | --------------- | -------- |
| Charlton Athletic             | 2011–12        | League One                       | 0               | 0      | 0               | 0       | —               | —        | —               | —     | 0               | 0        |
| Charlton Athletic             | 2012–13        | Championship                     | 1               | 0      | 0               | 0       | 0               | 0        | —               | —     | 1               | 0        |
| Charlton Athletic             | 2012–13        | 2013–14                          | 0               | 0      | 0               | 0       | 0               | 0        | —               | —     | 0               | 0        |
| Charlton Athletic             | 2012–13        | 2014–15                          | 8               | 0      | 0               | 0       | 1               | 0        | —               | —     | 9               | 0        |
| Charlton Athletic             | 2012–13        | 2015–16                          | 24              | 0      | 1               | 0       | 3               | 0        | —               | —     | 28              | 0        |
| Charlton Athletic             | Összesen       | Összesen                         | 33              | 0      | 1               | 0       | 4               | 0        | —               | —     | 38              | 0        |
| Harrow Borough (Kölcsönben)   | 2011–12        | Isthmian League Premier Division | 15              | 0      | 0               | 0       | —               | —        | 4               | 0     | 19              | 0        |
| Welling United (kölcsönben)   | 2011–12        | Conference South                 | 4               | 0      | —               | —       | —               | —        | —               | —     | 4               | 0        |
| Cambridge United (kölcsönben) | 2012–13        | Conference Premier               | 9               | 0      | —               | —       | —               | —        | —               | —     | 9               | 0        |
| Aldershot Town (kölcsönben)   | 2013–14        | Conference Premier               | 5               | 0      | —               | —       | —               | —        | —               | —     | 5               | 0        |
| York City (kölcsönben)        | 2013–14        | League Two                       | 22              | 0      | —               | —       | —               | —        | 2               | 0     | 24              | 0        |
| Bury (Kölcsönben)             | 2014–15        | League Two                       | 22              | 0      | —               | —       | —               | —        | —               | —     | 22              | 0        |
| Burnley                       | 2016–17        | Premier League                   | 0               | 0      | 3               | 0       | 1               | 0        | —               | —     | 4               | 0        |
| Burnley                       | 2017–18        | Premier League                   | 35              | 0      | 1               | 0       | 2               | 0        | —               | —     | 38              | 0        |
| Burnley                       | 2018–19        | Premier League                   | 0               | 0      | 2               | 0       | 0               | 0        | 1               | 0     | 3               | 0        |
| Burnley                       | 2019–20        | Premier League                   | 38              | 0      | 0               | 0       | 0               | 0        | —               | —     | 38              | 0        |
| Burnley                       | 2020–21        | Premier League                   | 32              | 0      | 0               | 0       | 1               | 0        | —               | —     | 33              | 0        |
| Burnley                       | 2021–22        | Premier League                   | 36              | 0      | 1               | 0       | 2               | 0        | —               | —     | 39              | 0        |
| Burnley                       | összesen       | összesen                         | 141             | 0      | 7               | 0       | 6               | 0        | 1               | 0     | 155             | 0        |
| Newcastle United              | 2022–23        | Premier League                   | 20              | 0      | 0               | 0       | 5               | 0        | —               | —     | 25              | 0        |
| Teljes karrier                | Teljes karrier | Teljes karrier                   | 271             | 0      | 8               | 0       | 15              | 0        | 7               | 0     | 301             | 0        |

1. ↑  Egy pályára lépés az Isthmian kigakupában, három pályára lépés az FA Trophyban
2. ↑  Pályára lépések a League Two rájátszásban
3. ↑  Pályára lépések az Európa-ligában

### A válogatottban
2022. szeptember 26. szerint.
| Nemzeti csapat | Év       | Pályára lépések | Gólok |
| -------------- | -------- | --------------- | ----- |
| Anglia         | 2018     | 1               | 0     |
| Anglia         | 2019     | 1               | 0     |
| Anglia         | 2020     | 2               | 0     |
| Anglia         | 2021     | 3               | 0     |
| Anglia         | 2022     | 3               | 0     |
| Összesen       | Összesen | 10              | 0     |

## Külső hivatkozások
- Nick Pope pályafutásának statisztikái a Soccerbase oldalon (angolul)